# Mia Göran

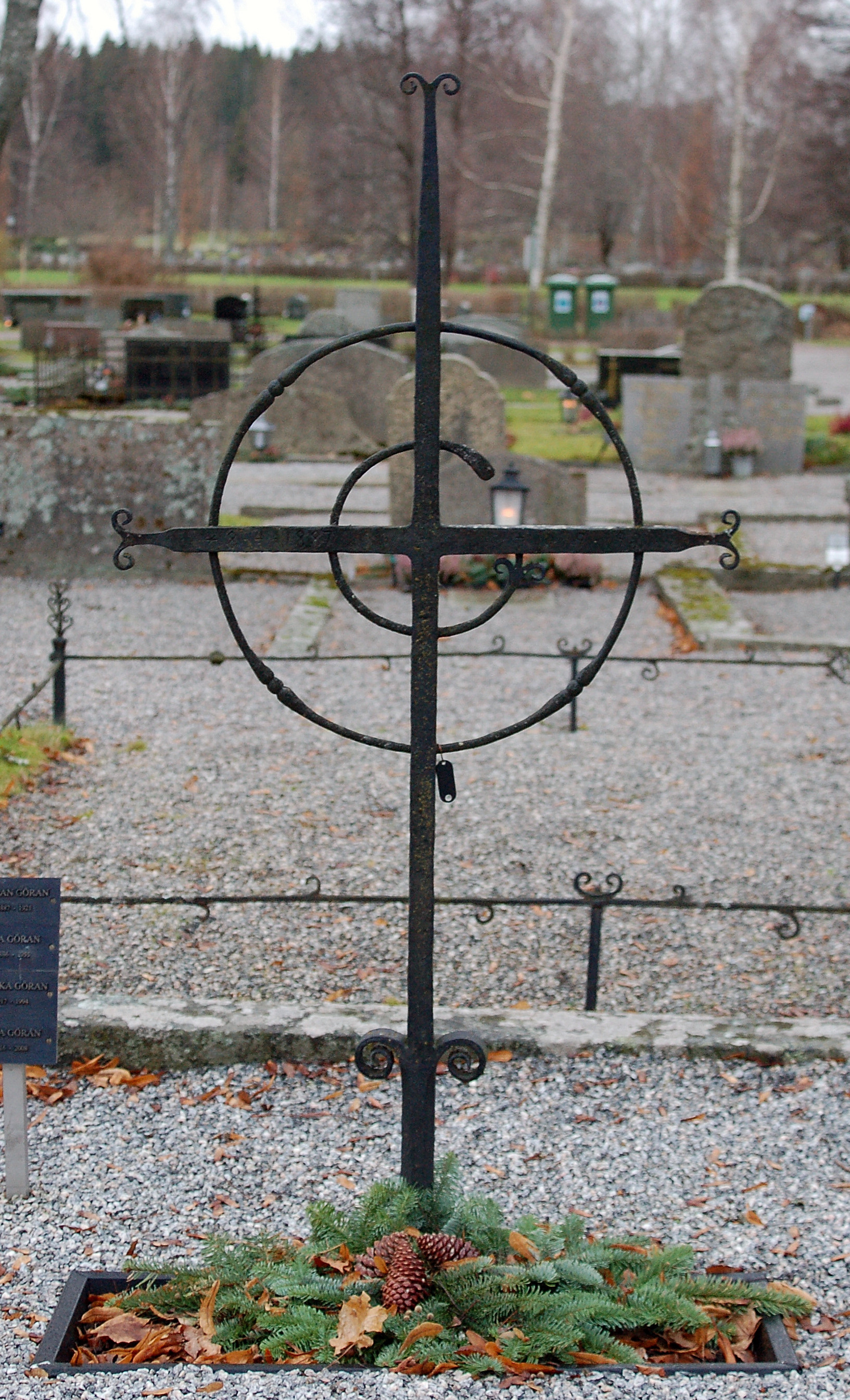
Mia Göran och Göran Görans gravvård på Arvika kyrkogård

Maria Kristina (Mia) Göran, född Persson 11 juli 1886 i Arvika församling, död 9 maj 1955 i Arvika västra församling, var en svensk möbelsnickare.
Göran lärde sig grunderna i snickeri av fadern Anders Persson, varefter hon studerade vid Brunnsviks folkhögskola. Hon gifte sig 1912 med smeden Göran Göran och hon snickrade själv möblerna till hemmet. Hon var mor till Niklas, Bengt och Lena Göran samt svärmor till Gerd Göran.
På Rackstadmuseet visades föremål skapade av Mia Göran i samband med att museet visade utställningen Kvinnorna 1996, och hennes alster visades även vid utställningen Familjen Göran. På Spaning..... 2015.